# Hochkelberg
Hochkelberg es una montaña que se eleva a unos 675 metros, lo que la convierte en una de las diez montañas más altas de la región de Eifel en Alemania. Es un antiguo estratovolcán, en la falda sur de Weiher Mosbrucher, un lago de cráter de explosión o maar. Por debajo de la cumbre de Hochkelberg esta una torre de transmisión.
Originalmente, la montaña que se ve hoy en día estaba a 200 metros debajo de la superficie. Cuando la región fue movida las capas externas se elevaron dejando un núcleo de basalto duro.